# Campeonato Romeno de Voleibol Masculino - Divisão A1
O Campeonato Romeno de Voleibol Masculino - Divisão A1 (em romeno: Divizia A1) é a principal competição de voleibol Masculino da Romênia.  Organizado pela Federação Romena de Voleibol, é disputado anualmente desde a temporada 1948-49. 
Com 18 títulos, o CS Dinamo București é o maior campeão do voleibol masculino romeno. O atual campeão é o CS Arcada Galați.

## Temporada atual
| Equipe | Equipe                          | Cidade        | Em 2018-19     | Títulos | Localização das equipes participantes. |
| ------ | ------------------------------- | ------------- | -------------- | ------- | -------------------------------------- |
|        | CS Arcada Galați                | Galați        | 1º Divizia A1  | 2       | Localização das equipes participantes. |
|        | SCM Universitatea Craiova       | Craiova       | 2º Divizia A1  | 1       | Localização das equipes participantes. |
|        | CS Dinamo București             | Bucareste     | 3º Divizia A1  | 18      | Localização das equipes participantes. |
|        | CS Unirea Dej                   | Dej           | 5º Divizia A1  | 0       | Localização das equipes participantes. |
|        | CS "U" Cluj                     | Cluj-Napoca   | 7º Divizia A1  | 1       | Localização das equipes participantes. |
|        | CS Știința Explorări Baia Mare  | Baia Mare     | 8º Divizia A1  | 1       | Localização das equipes participantes. |
|        | CSM Câmpia Turzii               | Câmpia Turzii | 9º Divizia A1  | 0       | Localização das equipes participantes. |
|        | CSU Univ. de Vest din Timișoara | Timișoara     | 10º Divizia A1 | 0       | Localização das equipes participantes. |
|        | SCM Zalău                       | Zalău         | -              | 0       | Localização das equipes participantes. |
|        | CSA Steaua București            | Bucareste     | -              | 16      | Localização das equipes participantes. |
|        | CSU Știința București           | Bucareste     | -              | 0       | Localização das equipes participantes. |
|        | CSU Braşov                      | Braşov        | -              | 0       | Localização das equipes participantes. |

* O ACS VM Zalău e o SCM Gloria Buzău, 4º colocado e 6º colocado na edição 2019-20, respectivamente, desistiram de participar da Divizia A1 2020-21. Com o cancelamento da edição 2019-20 da Divizia A2, quatro equipes foram consideradas na promoção: CSU Braşov, CSU Știința București, CSA Steaua București e SCM Zalău.

## Títulos por clube
| Equipe                         | Campeão |
| ------------------------------ | ------- |
| CS Dinamo București            | 18      |
| CSA Steaua București           | 16      |
| CS Rapid București             | 11      |
| ACS VM Zalău                   | 7       |
| CVM Tomis Constanţa            | 6       |
| CS Arcada Galați               | 5       |
| FC Petrolul Ploieşti           | 4       |
| VC Tulcea                      | 3       |
| CS Tricolorul LMV Ploiești     | 1       |
| CS Știința Explorări Baia Mare | 1       |
| SCM Universitatea Craiova      | 1       |
| CS Universitatea Cluj          | 1       |

- (1) O CSA Steaua București jogou anteriormente como CCA București.
- (2) O CS Rapid București jogou anteriormente como CS Locomotiva București.

## Títulos por distritos
| Equipe    | Campeão |
| --------- | ------- |
| București | 46      |
| Sălaj     | 7       |
| Constanţa | 6       |
| Prahova   | 5       |
| Galați    | 5       |
| Tulcea    | 3       |
| Maramureș | 1       |
| Dolj      | 1       |
| Cluj      | 1       |